# Церква святого Миколая (Оліїв)
Церква святого Миколая в Оліїві — парафія і храм греко-католицької громади Залозецького деканату Тернопільсько-Зборівської архієпархії Української греко-католицької церкви в селі Оліїв Тернопільського району Тернопільської области.

## Історія церкви
З давніх-давен у селі існувало два храми. Першою і найстарішою є церква святого пророка Іллі, востаннє відбудована на початку XX століття. Церкву святого Миколая спорудили у 1870 році за о. Фабіяна Жуковського на місці дерев'яної церкви, що існувала з 1741 року. У 1905 році відбулася візитація митрополита Андрея Шептицького, про що є запис у Євангеліях обох храмів. Церква продовжувала діяти і в роки радянської влади.
При парафії активно працюють спільноти: «Матері в молитві» (з 27 лютого 2011 року), Марійська дружина (з 7 жовтня 2007 року) та Вівтарна дружина.
19 листопада 2011 і 19 грудня 2012 року парафію відвідав правлячий архієрей Тернопільсько-Зборівський Василій Семенюк.

## Парохи
- о. Яків Гучинський,
- о. Василь Неронович (1751—1756),
- о. Тимофій Костецький,
- о. Теодор Стрільбицький (з 1765),
- о. Олексій Студинський (1818—1838),
- о. Василь Дейницький (1838—1839),
- о. Аполінарій Тарнавський (1839—1840),
- о. Лука Авдикович (1840),
- о. Стефан Левицький (1840—1849),
- о. Теодор Ілевич (1849),
- о. Андрій Гутковський (1849—1851),
- о. Фабіян Жуковський (1851—1899),
- о. Діонісій Жуковський, ЧСВВ (1899—1900),
- о. Михайло Захарчук (1900—1903),
- о. Діонісій Жуковський, ЧСВВ (1903—1907),
- о. Микола Кравців (1907—1909),
- о. Антін Сосенко (1909—1923),
- о. Филимон Побігушка (1924—1925),
- о. Микола Вояковський (1925—1927),
- о. Іван Костельний (з 1927),
- о. Богдан Кирич (1965—2009),
- о. Олексій Боднарчук (з 2009)[1].